# Czarodzieje z Waverly Place (seria 3)
Trzecia seria serialu telewizyjnego Czarodzieje z Waverly Place jest emitowana na Disney Channel Polska od 13 marca 2010 do 1 marca 2011 i zawiera ona 30 odcinków. Występuje tutaj sześć głównych postaci: Alex Russo (Selena Gomez), Justin Russo (David Henrie), Max Russo (Jake T. Austin), Harper Finkle (Jennifer Stone), Jerry Russo (David DeLuise) oraz Theresa Russo (Maria Canals Barrera).
Postaciami drugoplanowymi są: Frankenka (Perry Matfield), pan Laritate (Bill Chott), sumienie Maxa (Moisés Arias), Julia Van Heusen (Bridgit Mendler), Rootie Tootietootie (Andy Kindler), Zeke Beakerman (Dan Benson), Mason Greyback (Gregg Sulkin), Stevie Nichols (Hayley Kiyoko) oraz Kelbo Russo (Jeff Garlin).

## Emisja
Trzecia seria zadebiutowała 9 października 2009 na Disney Channel (USA) odcinkiem „Franken Girl”. Natomiast w Polsce miała swoją premierę 13 marca 2010, wyemitowano wtedy odcinki „Franken Girl”, „Halloween” oraz „Doll House”.

## Fabuła
Justin (David Henrie) kończy naukę czarów z rodzeństwem i rozpoczyna swoje niezależne studia, jako tropiciel potworów. Tymczasem Alex (Selena Gomez) zdaje sobie sprawę, jak mocno opuściła się w nauce magii, więc z pomocą Harper (Jennifer Stone), która zamieszkuje z rodziną Russo postanawia dogonić brata w nauce czarów. Najmłodszy z rodzeństwa Max (Jake T. Austin) wciąż nie widzi zagrożenia ze strony brata i siostry i nawet jego osobiste sumienie nie pomaga mu stać się lepszym czarodziejem. W tym samym czasie Justin nadal spędza czas z wampirzycą Julią (Bridgit Mendler), a Alex zakochuje się w wilkołaku z Anglii imieniem Mason (Gregg Sulkin). Niestety niespodziewana przygoda doprowadza do stracenia przez Julię wampirzych mocy i jednocześnie do zmiany wieku na 2000 letnią staruszkę, a Masona do zmiany w wilka, a co za tym idzie do rozstania Justina i Julii oraz Alex i Masona. Dopiero po wielu miesiącach Justin, który w tym czasie kończy liceum godzi się z losem i z tym, że już nigdy nie ujrzy swojej Julii. Z kolei Alex odnajduje Masona, zmienia go w człowieka i znów ma go tylko dla siebie. W międzyczasie Max nieszczęśliwie zakochuje się w swojej pierwszej dziewczynie, której wyjawia swój sekret, a następnie próbuje ją od siebie odwieść. Harper spotyka się z najlepszym kolegą Justina, Zekiem Beekermanem (Dan Benson). W ostatnim odcinku sezonu rodzina Russo zostaje porwana przez agencję rządową, której Justin przez przypadek wyznaje prawdę o świecie czarów i ich magicznych zdolnościach. Kiedy już wszystkie magiczne istoty zostają złapane, rodzinie Russo udaje się uciec. Teraz muszą się ukrywać, aby nie narażać nikogo ze swojego otoczenia na niebezpieczeństwo.

## Główna obsada
| Bohater       | Aktor                | Polski dubbing   |
| ------------- | -------------------- | ---------------- |
| Alex Russo    | Selena Gomez         | Anna Wodzyńska   |
| Justin Russo  | David Henrie         | Rafał Kołsut     |
| Max Russo     | Jake T. Austin       | Piotr Janusz     |
| Harper Finkle | Jennifer Stone       | Monika Węgiel    |
| Jerry Russo   | David DeLuise        | Jarosław Boberek |
| Theresa Russo | Maria Canals Barrera | Anna Gajewska    |

## Seria
| Seria | Odcinki | Premiera serii      | Finał serii          | Premiera serii | Finał serii  |
| ----- | ------- | ------------------- | -------------------- | -------------- | ------------ |
| 3     | 30      | 9 października 2009 | 15 października 2010 | 13 marca 2010  | 1 marca 2011 |

## Lista odcinków
| 52 | Franken Girl                   | Bob Koherr        | Peter Murrieta                                    | 9 października 2009  | 13 marca 2010        | 4.60 |
| Justin jest wściekły, gdyż Alex ciągle kradnie rzeczy z jego pokoju. Z pomocą Maxa tworzy Frankenkę -potwora z laptopem zamiast mózgu, który ma strzec jego pokoju i łapać Alex. Dziewczyna pozbywa się jednak potwora, więc Justin sprawia, że Frankenka zaprzyjaźnia się z Alex. Z biegiem czasu Alex przekonuje się do potwora i razem z nią robi kawały ludziom w szkole. Wtedy to zły Justin rzuca Frankenkę urok, dzięki któremu ta zaciąga Alex na eliminacje cheerleaderek. One i Harper za sprawą potwora zostają jedynymi cheerleaderkami w szkole. Zaklęcia: Potrzebna elektryczność, natychmiast, daj mi (liczba) gigawata! – tworzy elektryczność. Frankenka już do życia wraca, wielką przyjaźnią do Alex się odpłaca. Hey nannynanny, hachacha!(wym. hej naninani haczacza) – wraca życie Frankence i sprawia, że staje się ona przyjaciółką Alex. Alex cheerleaderkami gardzi, a Frankenka chce z nimi tańczyć! – zmusza Frankenkę do tego, aby chciała zostać cheerleaderką. Magiczne obiekty: Frankenka. Gościnnie: Perry Matfield jako Frankenka, Bill Chott jako pan Laritate Role epizodyczne: Megan Carcioppolo jako Cheerleaderka #1, Erin Prieto jako Cheerleaderka #2, Jazzlyn Marae jako Cheerleaderka #3 |                                |                   |                                                   |                      |                      |      |
| 53 | Halloween                      | Bob Koherr        | Todd J. Greenwald                                 | 16 października 2009 | 13 marca 2010        | 4.55 |
| Rodzina Russo ma jak co roku na Halloween prowadzić w swojej restauracji „Nawiedzony dom”. Przedstawiciel rady Waverly Place każe im zrobić w tym roku najstraszniejszy dom w Nowym Jorku, albo pozbawi ich tej roboty na zawsze. Po zaleceniach na naradzie rodzinnej Alex i Harper wyruszają do podziemnego miasta duchów, aby ściągnąć średnio straszne duchy, które nie przestraszą ich matki. Niestety dla Theresy potwory okazują się zbyt mało straszne. Gdy nadchodzą zwiedzający, a widzący ich rozczarowanie przedstawiciel rady chce odebrać nawiedzony dom rodzinie Russo, Alex zjawia się w restauracji z Zębaczem – zmorą ze snów Justina... Magiczne obiekty: Duchy. Gościnnie: Bo Foxworth jako trener, Scott Freeburg jako głowa Douga, Daniel Roebuck jako pan Evans, Sean Whalen jako Zębacz. Role epizodyczne: Hilary Hacker jako pani Chenowith, Stephen A.F. Day jako Frank, Shannon McClung jako ciało Douga, Keith Allan jako Wally. |                                |                   |                                                   |                      |                      |      |
| 54 | Monster Hunter                 | Bob Koherr        | Richard Goodman                                   | 23 października 2009 | 27 marca 2010        | 4.39 |
| Justin kończy podstawowe nauczanie magii z rodzeństwem i przechodzi do etapu studiów niezależnych. Wybiera sobie kierunek tropienia potworów. Jego pierwszym zadaniem jest schwytanie potwora z poziomu pierwszego – Koniozmorka, przebywającego na dworcu centralnym. Tymczasem Alex ma dość tego, że ojciec i brat coraz bardziej wątpią w jej wygraną w rodzinnym konkursie czarodziejów, więc z pomocą Harper postanawia podciągnąć się w nauce magii. W tym samym czasie Max chce, aby Justin oblał studia, więc wyczarowuje sobie sumienie. Nie słuchając go wypuszcza do Nowego Jorku tysiące strasznych potworów, które atakują Justina na dworcu. Alex ratuje brata... Zaklęcia: Zero grubości, z kości na ości! – odchudza. Moje poczucie dobra i zła, wyjdź tu i radź co robić mam! – wyczarowuje sumienie. Należy wypowiadać je przed lustrem. Potwory w naszym mieście, szybko tam się przenieście! – ożywia i uwalnia potwory z książki. Nogi-stwory, bieg na tory! – wyczarowuje torbie nogi i sprawia, że biegnie ona do pociągu. Jedźcie pociągiem z przeciągiem! – sprawia, że potwory odjeżdżają pociągiem. Magiczne obiekty: Potwory, Koniozmorek, sumienie Maxa. Gość specjalny: Moisés Arias jako sumienie Maxa. Gościnnie: Fred Willard jako Stuffleby. Role epizodyczne: Dennis Hadley jako Koniozmorek. |                                |                   |                                                   |                      |                      |      |
| 55 | Three Monsters                 | Victor Gonzalez   | Justin Varava                                     | 30 października 2009 | 19 czerwca 2010      | 4.49 |
| Justin wpada na trop trzech potworów z poziomu szóstego na Waverly Place. Mówi o tym łowcom potworów, a ci wysyłają do niego specjalistów. Chwilę później Alex i Harper dają Justinowi do zrozumienia, że wydał łowcom własną dziewczynę wampirzycę i jej rodziców wampirów. Julia jest tym przerażona, więc Alex, która się z nią zaprzyjaźnia, zamienia ubrania i zapach Julii i Harper, przez co łowcy gonią Harper. Gdy ich plan nie wypala, Alex postanawia wydać łowcom dwa potwory stworzone przez Justina. Tymczasem Max ma dość tego, że Theresa traktuje sumienie lepiej niż jego, więc postanawia się go pozbyć. Zaklęcia: Halo, halo, gacie się palą! – sprawia, że zaczynają płonąć spodnie. Jestem gumka, a ty klej, zapach mój, ty teraz miej! – przemienia stroje i zapachy. Flamastry, flamastry, zniknijcie, hej! – znikają flamastry. Magiczne obiekty: wampiry, Frankenka, sumienie Maxa. Gość specjalny: Moisés Arias jako sumienie Maxa. Gościnnie: Bridgit Mendler jako Julia Van Heusen, Andy Kindler jako Rootie Tootietootie, Pat Finn jako Luxor, Wendi McLendon-Covey jako dr Ice. Rola epizodyczna: Perry Matfield jako Frankenka. Nieobecny: David DeLuise jako Jerry Russo |                                |                   |                                                   |                      |                      |      |
| 56 | A Night at the Lazerama        | Victor Gonzalez   | Peter Murrieta                                    | 6 listopada 2009     | 1 maja 2010          | 4.01 |
| Justin kończy niezależne studia i rozpoczyna pracę jako łowca potworów. Jego pierwszym poważnym zleceniem staje się schwytanie mumii grasującej w muzeum, która wzrokiem hipnotyzuje swoje ofiary i robi z nich swoich podwładnych. Justinowi pomaga w tym Julia. Niestety potwór przechytrza ich i zamyka za szklaną ścianą, a tuż naprzeciwko nich znajduje się okno, przez które promienie słoneczne są dosyć silne. Julia jako wampir może w ten sposób zginąć. Justin odkrywa, że jedynym sposobem, aby przeżyła jest wydanie jej w ręce mumii. Tymczasem Alex i Harper rozłączają sumienie i Maxa, przez co sumienie staje się niezależnym człowiekiem i otrzymuje własne sumienie. Zaklęcia: Pralka, mania, skłania do prania! – sprawia, że ten, na kogo rzuci się to zaklęcie zamienia się w pralkę. Długie, krótkie do chodzenia, w skarpetki cię teraz zamieniam – zamienia kogoś w skarpetki. Proszę, proszę pokaż gdzie, coś ważnego dzieje się. Duranium, duranium! – pokazuje gdzie ktoś się znajduje i co się z nim dzieje. Magiczne obiekty: Wampiry, mumia, sumienie Maxa, sumienie sumienia, proszek na potwory (gdy w pobliżu jest potwór, świeci się). Gość specjalny: Moisés Arias jako sumienie Maxa. Gościnnie: Bridgit Mendler jako Julia Van Heuson, Adam Irigoyen jako sumienie sumienia, John Eric Bentley jako mumia, Andy Kindler jako Rootie Tootietootie, Nicole J. Butler jako kustosz w muzeum. Nota: Jest to pierwszy odcinek, który ma smutne zakończenie. |                                |                   |                                                   |                      |                      |      |
| 57 | Doll House                     | Jean Sagal        | Vince Cheung Ben Montanio                         | 20 listopada 2009    | 13 marca 2010        | 4.12 |
| Harper mówi rodzinie Russo, że się przeprowadza wraz z rodziną do Pittsburgha. Alex proponuje jej zamieszkanie w ich piwnicy, do ukończenia szkoły. Dziewczyna zgadza się, ale nie wie, że Alex ją wykorzystała, tworząc w piwnicy swoją pracownię. Gdy Harper nie zgadza się na to, Alex zmniejsza siebie i swoją pracownię przenosząc je do domku dla lalek. Nie wiedząc o niczym Jerry i Theresa sprzedają domek dla lalek dziewczynce z sąsiedztwa, a Alex gubi różdżkę... Zaklęcia: Mini, mini, meni ma! – zmniejsza wszystko i przenosi do domku dla lalek. Gościnnie: Yara Shahidi jako Oliwia, Gregg Binkley jako Randy. |                                |                   |                                                   |                      |                      |      |
| 58 | Marathon Helper                | Victor Gonzalez   | Vince Cheung Ben Montanio                         | 4 grudnia 2009       | 15 maja 2010         | 4.11 |
| Harper trenuje do 42-kilometrowego maratonu. Robiąc to w nocy wciąż budzi Alex. Dziewczyna postanawia rzucić na przyjaciółkę zaklęcie, dzięki któremu wygra maraton. Tymczasem Justin chcąc pokazać rodzicom, że nie jest dobry wyłącznie w szkole, także bierze udział w maratonie. Gdy Harper wygrywa i dowiaduje się, że ta, a także wszystkie wygrane w jej życiu to zasługa magii Alex obraża się na nią. Alex chcąc odzyskać przyjaciółkę urządza te wszystkie konkursy jeszcze raz, aby Harper mogła je uczciwie wygrać. Niestety bez magii Harper zawala wszystkie turnieje i konkursy. Gościnnie: Noah Claridge jako James Parker, Dan Benson jako Zeke, Imani Hakim jako Connie. Zaklęcia: W mig, w bok, hipiti hop, przebiegnij 42 kilometry i stop! – sprawia, że ten, na kogo rzuci się to zaklęcie wygrywa maraton. |                                |                   |                                                   |                      |                      |      |
| 59 | Alex Charms a Boy              | Bob Koherr        | Peter Murrieta                                    | 15 stycznia 2010     | 19 czerwca 2010      | 3.94 |
| Alex poznaje Masona, ucznia na wymianie z Anglii. Zaczynają się umawiać. Pewnego dnia Alex odkrywa że jej chłopak bardzo lubi malować sławne osoby, jednak zamiast ludzkiej maluje psie głowy. Alex ma tego dość, gdy Mason postanawia namalować Alex z głową psa. Postanawia użyć magicznej muszli, dzięki której staje się muzą twórczą dla Masona. Niestety muszla ma zbyt wielką moc, przez co Mason nie chce robić nic poza malowaniem Alex. Tymczasem Justin trenuje przed walką z mumią, która porwała Julie pod swoją niewolę. Pomagają mu w tym ojciec i Max. Magiczne obiekty: Magiczne google – ten kto je założy widzi wszystko dookoła bez odwracania się. Magiczna muszla – ten kto w nią dmuchnie staje się muzą twórczą dla osoby będącej najbliżej. Gościnnie: Gregg Sulkin jako Mason Greyback, Bill Chott jako pan Laritate, Richard Bernard jako skrzypek, Josh Abraham Webber jako uczeń, Seth Laird jako Pizza-Man. Nieobecna: Maria Canals Barrera jako Theresa Russo. |                                |                   |                                                   |                      |                      |      |
| 60-61 | Wizards vs. Werewolves         | Victor Gonzalez   | Vince Cheung Ben Montanio Gigi McReery Perry Rein | 22 stycznia 2010     | 30 października 2010 | 6.21 |
| Justin poszukuje nadal Julii, swojej dziewczyny, która została porwana przez mumię. Tymczasem Mason, chłopak Alex zachowuje się bardzo dziwnie – gdy tylko Mason dowiedział się, że jest wieczór uciekał z randki. W końcu Mason okazuje się być wilkołakiem. Justin, Alex, Max i Mason znajdują Julię. Mason przy Alex przez przypadek wyznaje miłość Julii. Alex jest wściekła. Wilkołak wpada na pomysł – żeby udowodnić miłość Alex, razem z nią wracają do Transylwanii, żeby odnaleźć magiczny naszyjnik. Justin dowiaduje się o tym i razem z Julią i Maxem także udają się do Transylwanii, żeby zabrać stamtąd Alex. Mason nie chce, żeby Alex odeszła, więc atakuje Justina. Między wilkołakiem, a czarodziejem dochodzi do bijatyki. W tym samym momencie Alex z pomocą Maxa próbuje zrzucić naszyjnik z wieży. Julia broni swojego chłopaka i rozpoczyna się walka między wampirem a wilkołakiem. W końcu Julia wbija swe kły w szyję Masona. Przez ukąszenie Mason zmienia się na zawsze w wilka i odchodzi od Alex, a Julia przestaje być wampirem (Mason podrapał Julię powodując utratę jej wampirzych mocy) i staje się człowiekiem. Niestety, ponieważ stała się teraz śmiertelną sobą, a ma już za sobą ponad 2000 lat, zmienia się w staruszkę i odchodzi od Justina. On i Alex zostają sami... Gościnnie: Gregg Sulkin jako Mason Greyback, Bridgit Mendler jako Julia Van Heuson, John Eric Bentley jako mumia, Bryce Hurless jako brytyjskie dziecko-czarodziej. Magiczne obiekty: Wampiry, wilkołaki, mumia, Naszyjnik Prawdziwej Miłości – gdy, założy się go na kogoś, świeci, jeżeli ten ktoś kocha tego, kto go na niego włożył. Nota: Oglądalność tego odcinka w Polsce wyniosła 219.5 tys. widzów. |                                |                   |                                                   |                      |                      |      |
| 62 | Positive Alex                  | Victor Gonzalez   | Gigi McCreery Perry Rein                          | 26 lutego 2010       | 29 maja 2010         | 3.62 |
| Alex jest zakochana w pewnym chłopaku, który ją ignoruje, gdyż uważa, że ona jest wredna. Alex postanawia zostać pozytywna. Używa magicznego markera. Okazuje się, że magiczny przedmiot działa zbyt mocno, gdyż dziewczyna podczas meczu koszykówki jako cheerleaderka dopinguje obydwie drużyny, dlatego wygrywa drużyna przeciwna. Tymczasem Justin zapisuje się do drużyny koszykówki i prosi Maxa by nagrał kamerą jego popisy na boisku. Gościnnie: Austin Butler jako George, Bill Chot jako pan Laritate i Dan Benson jako Zeke. Role epizodyczne: Kanoyn Bouchez jako Cheerleaderka #1, Karli Reynolds jako Cheerleaderka #2, Danni Hooks jako Cheerleaderka #3. Magiczne obiekty: Magiczny marker: jeśli się napisze coś nim na ręce, staje się właśnie tym czymś lub kimś. |                                |                   |                                                   |                      |                      |      |
| 63 | Detention Election             | Bob Koherr        | Gigi McCreery Perry Rein                          | 19 marca 2010        | 23 października 2010 | 3.64 |
| W szkolnej kozie Alex poznaje Stevie, nową uczennicę która odsiaduje karę ze starej szkoły. Justin ubiega się o przewodniczącego. Gdy w sali dyrektora ktoś oblepia ściany plakatami Justina, Alex chce się dowiedzieć kto w szkole jest tak samo chytry i przybiegły jak sama ona. Tymczasem pan Laritate sądzi, że to Justin oblepił jego gabinet własnymi plakatami. Szkolna banda łobuzów przyjmuje Justina do swojej grupy. W międzyczasie Jerry, Max i Harper wybierają się do wesołego miasteczka i utykają na szczycie diabelskiego młynu. Zaklęcia: Plakat, plakat, nie milcz tak, powiedz coś, daj nam znak! – ożywia postacie z plakatów. Plakat, plakat, który mówić umie, zamknij się i pozostań w tłumie! – unieruchamia plakaty. Gościnnie: Bill Chott jako pan Laritate, Dan Benson jako Zeke, Grant Alan jako Eddie, Hayley Kiyoko jako Stevie. Nieobecna: Maria Canals Barrera jako Theresa Russo. |                                |                   |                                                   |                      |                      |      |
| 64 | Dude Looks Like Shakira        | Victor Gonzalez   | Peter Murrieta                                    | 16 kwietnia 2010     | 3 października 2010  | 3.58 |
| Theresa i Jerry wyjeżdżają na urlop, a rodzeństwem ma się zająć wujek Kelbo. W restauracji zjawia się Shakira. Podczas występu z Alex okazuje się, że to wujek Kelbo zmieniony w Shakirę. Mówi on Alex i Maxowi, że nie istnieje ktoś taki jak Shakira, bo to on przez te wszystkie lata występował pod tym imieniem. Niestety ostatnio jego metamorfozy psują się i zmienia się on niekontrolowanie w mężczyznę i Shakirę. Alex próbuje znaleźć antidotum, a Max po użyciu tego samego zaklęcia co wujek, ma takie same dolegliwości jak on, z tym, że chłopak zmienia się w śmietnik. Tymczasem Justin nie wiedzący, że Shakira to wujek Kelbo zaprasza wszystkich znajomych na imprezę, na której Shakira ma zaśpiewać. Podczas występu na imprezie Shakira zmienia się w wujka na oczach gości... Notatka: Ten odcinek w Brazylii został wyemitowany 28 marca 2010 roku. Zaklęcia: Kiedy masz dość tej samej historii... (przedmiot lub osoba)! – zmienia tego kto wymówi to zaklęcie w coś lub kogoś innego. Magiczne obiekty: Koktajl z: wątroby trolla, języka smoka, cynamonu i wydzieliny elfów. Gość specjalny: Shakira jako ona sama. Gościnnie: Jeff Garlin jako Wujek Kelbo, Michael Monken jako McGruder. Nieobecna: Jennifer Stone jako Harper Finkle. |                                |                   |                                                   |                      |                      |      |
| 65 | Eat to the Beat                | Guy Distad        | Richard Goodman                                   | 30 kwietnia 2010     | 23 października 2010 | 3.59 |
| Po tym jak Justin zostaje przewodniczącym w szkole, wprowadza na stołówce Popołudniowego Szekspira granego przez Harper. Nikomu ten pomysł się nie podoba, a zwłaszcza Alex i Stevie. Dziewczyny postanawiają coś zrobić. Stevie namawia Justina by zamiast Szekspira, była kapela rockowa. Jednak Justin sprowadza do szkoły kapelę smooth jazzową. Alex chce, aby w szkole zagrał świetny zespół „Ughhh”. Tak się składa że ów zespół daje koncert na Waverly Place. Alex i Stevie przekonują kapelę by ta zagrała w środę na stołówce szkolnej i odwołują koncert smooth jazzowej kapeli. Tymczasem Harper widzi jak Stevie rzuca na zespół Ughhh zaklęcie, żeby byli zespołem smooth jazzowym. Gdy chce o tym powiedzieć Alex, Stevie rzuca urok na nią i ta zapomina o wszystkim. Zaklęcia: Niech ten straszny jazgot wyłączy się, teraz niech zabrzmi spokojny jazz! – zmienia rockowy zespół na zespół smooth jazzowy. Kiedy powiem stój, porzuć zamiar swój! – ofiara zaklęcia zapomina wszystko co chciała powiedzieć. Gościnnie: Hayley Kiyoko jako Stevie, Aaron Hendry jako gitarzysta, Beau Billingslea jako Burt Parks. Nieobecni: Jake T. Austin jako Max Russo, Maria Canals Barrera jako Theresa Russo oraz David DeLuise jako Jerry Russo. |                                |                   |                                                   |                      |                      |      |
| 66 | Third Wheel                    | Robbie Countryman | Justin Varava                                     | 30 kwietnia 2010     | 18 grudnia 2010      | 3.62 |
| Harper przypomina sobie i mówi Alex, że Stevie jest czarodziejką. Odtąd Stevie i Alex razem przeżywają świetne magiczne przygody, a Harper czuje się jak trzecie koło. Justin chcąc ją wesprzeć zmienia się w Alex i spędza czas z Harper, budując z nią platformę na paradę, którą Justin i Zeke organizują. Wkrótce wszystko się wydaje. Alex i Harper przez przypadek niszczą platformę, przez co pan Laritate wysyła do kozy Harper, która sama przyznaje się do winy. Alex chce ją odzyskać. Zaklęcia: Rób co mówisz, mów co robisz, jedno wynika z drugiego, pamiętaj! – zmusza kogoś do przypomnienia sobie czegoś, co zapomniał. Gościnnie: Hayley Kiyoko jako Stevie, Dan Benson jako Zeke, Bill Chott jako pan Laritate. Nieobecni: Jake T. Austin jako Max Russo, Maria Canals Barrera jako Theresa Russo. |                                |                   |                                                   |                      |                      |      |
| 67 | The Good, the Bad and the Alex | Victor Gonzalez   | Todd J. Greenwald                                 | 7 maja 2010          | 4 stycznia 2011      | 3.51 |
| Alex, Justin i Harper, podsłuchują chytry plan Stevie. Tzw. „Czarodziejska Rewolucja” ma na celu zniszczenie transformatora do odbierania mocy, by nie było już czarodziejskiej rywalizacji. Alex ten pomysł bardzo się podoba, gdyż w pojedynku z Justinem ma niewielkie szanse na zwycięstwo. Wszystkiemu przeciwny jest Justin, uważając, że Stevie jest zła. Pod koniec wszystko odwraca się i to właśnie Alex, od samego początku knuła plan aby zabrać Stevie moc i oddać ją jej bratu – Warrenowi. Zaklęcia: Fortunato właź oknato! – przenosi osobę z jednego miejsca na drugie. Gościnnie: Hayley Kiyoko jako Stevie, Richard Chiu jako Warren Nichols, Ezra Weisz jako klaun Jack. Nieobecna: Maria Canals Barrera jako Theresa Russo. |                                |                   |                                                   |                      |                      |      |
| 68 | Western Show                   | Bob Koherr        | Justin Varava                                     | 14 maja 2010         | 11 stycznia 2011     | 3.53 |
| W szkole jest niespodziewana inspekcja. Niestety to co zastaje w szkole inspektor Clanton, jest nie do przyjęcia, Max zakłada jedno-osobową orkiestrę, Alex jeździ na rolkach po całej szkole, a Justin próbuje podlizać się inspektorowi za wszelką cenę. Clanton postanawia wziąć sprawy w swoje ręce. Zwalnia pana Laritate, a sam przejmuje obowiązki dyrektora. Załamany pan Laritate dostaje pracę na kowbojskim wybiegu dla koni. Alex z Justinem chcą przekonać pana Laritate aby powrócił do szkoły, ponieważ nowy dyrektor każe im nosić mundurki i trzyma twarde reguły, przez które nawet Max zmienił się w grzecznego i porządnego chłopca. Gdy namowa się nie udaje Alex zabiera pana Laritate do restauracji i zamienia wszystko wokół w dziki zachód, tak, aby pan Laritate – sądzący, że to sen – zrozumiał, że jego kowbojskie marzenie jest złym pomysłem. Nieobecna: Jennifer Stone jako Harper Finkle. Gościnnie: Ted McGinley jako Clanton, Bill Chott jako pan Laritate. Zaklęcia: Dobranoc, teraz masz noc! – usypia, tego na kogo rzuci się zaklęcie. Dziki Zachód chcę tu mieć, yippie-yiya-yey! – zamienia wszystko wokół w dziki zachód. Zły, zły z bandą swą, wypłosz Laritate’a stąd! – przywołuje złego bandytę i jego bandę na dzikim zachodzie. Współczesność to konieczność, yuppie-yiya-yay! – zamienia wszystko wokół z dzikiego zachodu, znów we współczesne czasy. |                                |                   |                                                   |                      |                      |      |
| 69 | Alex’s Logo                    | David DeLuise     | David Henrie                                      | 21 maja 2010         | 18 stycznia 2011     | bd.  |
| Alex na terenie szkoły sprzedaje koszulki ze swoim własnym logiem – Doll House. Pan Laritate informuje Alex, że dostanie ona nagrodę obywatelską, gdyż zrobiła najwięcej dla szkoły. Alex zgadza się, gdy dowiaduje się, że Justin wręczy jej nagrodę. Rodzina Alex jej nie wierzy, dlatego używają na niej zaklęcia prawdy. Niestety podczas odebrania nagrody okazuje się, że Alex nadal jest pod wpływem czaru prawdy dlatego mówi o wszystkich uczniach, to co naprawdę o nich myśli (obraża ich). Gdy z Alex zdjęto zaklęcie dziewczyna nie wie co się dzieje, gdyż nikt się do niej odzywa. Nieobecna: Jennifer Stone jako Harper Finkle. Gościnnie: Bill Chott jako pan Laritate. Zaklęcia: Pokaż Alex, czy ty kłamiesz, prawda, prawda, niech nastanie! – zmusza kogoś do nieustannego mówienia prawdy. Klucz prawdy wygasł już, dawna Alex Russo wróć! – odwraca zaklęcie prawdy. Notatka: Ten odcinek został wyreżyserowany przez Davida Deluise, odtwórcę roli Jerry’ego Russo, a scenariusz do niego napisał David Henrie, odtwórca roli Justina Russo. Obaj aktorzy nie tylko zajmowali się pracą nad tworzeniem odcinka, ale także w nim zagrali. Jest to jeden z niewielu takich przypadków. |                                |                   |                                                   |                      |                      |      |
| 70 | Dad’s Buggin’ Out              | Guy Distad        | Todd J. Greenwald                                 | 4 czerwca 2010       | 25 stycznia 2011     | bd.  |
| Alex przypadkowo otwiera magiczny portal, z którego wydostaje się magiczny owad. Jerry próbując go wypłoszyć zostaje ugryziony i sam stopniowo zmienia się w wielkiego, obleśnego owada. Tymczasem Zeke, Justin i Harper organizują w restauracji bankiet dla Ligi Języka Kosmitów. Gdy ich plan zabawienia klubu nawala, a Max przypisuje sobie organizację bankietu, Alex postanawia pomóc bratu i przedstawić ludziom ojca-robaka, domniemanego przybysza z kosmosu. Magiczne obiekty: kieszonkowy elf, wróżka, magiczny owad. Gościnnie: Dan Benson jako Zeke, Paulie Litt jako Joey Naleśnik, Michael Monken jako McGruder, Rachel Cannon jako Trzpiotka, Al Madrigal jako kieszonkowy elf. |                                |                   |                                                   |                      |                      |      |
| 71 | Max’s Secret Girlfriend        | Bob Koherr        | Gigi McCreery Perry Rein                          | 11 czerwca 2010      | 12 lutego 2011       | bd.  |
| Max poznaje dziewczynę o imieniu Nancy. Gdy dziewczyna ma zamiar odwiedzić rodziców Maxa, Max prosi o pomoc Justina i Alex, by udawali jego rodziców, gdyż on wstydzi się prawdziwych. Po zaklęciu Justin i Alex są w średnim wieku (mają 35 lat) i wszystko idzie dobrze, póki nie pojawiają się prawdziwi rodzice. Theresa mówi mu że najlepiej będzie powiedzieć prawdę. Max wyznaje dziewczynie, że jest czarodziejem. Gościnnie: Bella Thorne jako Nancy Lukey. Zaklęcia: Jesteśmy starzy, starzy jak świat, mamy po 35 lat! – sprawia, że ten na kogo rzuci się to zaklęcie wygląda jakby miał 35 lat; jest to zaklęcie wieku średniego. Magiczne obiekty: Latający dywan. |                                |                   |                                                   |                      |                      |      |
| 72 | Alex Russo, Matchmaker?        | David DeLuise     | Vince Cheung Ben Montanio                         | 2 lipca 2010         | 1 lutego 2011        | bd.  |
| W szkole trwają targi chemiczne, więc Alex chce aby Zeke był w parze z Harper, a nie z Justinem, gdyż Alex pragnie by związek Harper z Zeke’m był bardziej romantyczny. Niestety Harper i Zeke cały czas spędzają na tworzeniu robota-szwaczki niż na randkowaniu. Alex postanawia wtrącić się w ich związek, rzuca zaklęcie latającej iskry i od tej pory Harper i Zeke nie mogą się dotknąć, bo wywołują spięcia. Gościnnie: Dan Benson jako Zeke. Zaklęcia: Zippozap Zippozee Zippozarum – zaklęcie latającej iskry. |                                |                   |                                                   |                      |                      |      |
| 73 | Delinquent Justin              | Mary Lou Belli    | Justin Varava                                     | 16 lipca 2010        | 8 lutego 2011        | bd.  |
| Zbliża się rozdanie świadectw dla Justina. Alex mówi mu, że cztery lata wcześniej stworzyła jego sobowtóra i wysłała go do college’u. Teraz sobowtór skończył studia, a Alex chce połączyć jego wiedzę z prawdziwym Justinem, aby ten nie musiał iść do college’u. Okazuje się, że sobowtór Justina jest uciążliwym hipisem. Gdy zostaje połączony z prawdziwym Justinem tamten również staje się hipisem i namawia wszystkich do pokoju i wsłuchiwania się w ciszę. Gdy Alex chce odwrócić zaklęcie, okazuje się, że cofnęła umysł Justina do czasów przedszkola, zmieniając go w przedszkolaka, który robi z siebie dzieciaka na rozdaniu świadectw. Gościnnie: Dan Benson jako Zeke, Bill Chott jako pan Laritate. Nieobecny: Jake T. Austin jako Max Russo. Zaklęcia: Dwóch to nic zabawnego, z dwóch Justinów zrób jednego! – łączy prawdziwego Justina z jego sobowtórem. Mózgu, mózgu, cofnij się, gdy w college’u nie było cię! – cofa umysł Justina ze studenta do przedszkolaka. Zmienium mózgum! – reguluje umysł Justina w prawidłowy stan absolwenta liceum. |                                |                   |                                                   |                      |                      |      |
| 74 | Captain Jim Bob Sherwood       | Jean Sagal        | Richard Goodman                                   | 23 lipca 2010        | 15 lutego 2011       | bd.  |
| Justin wygrywa konkurs na twórcę dialogów do najnowszej serii komiksów o kapitanie Jimie Bobie Sherwoodzie. Okazuje się, że Alex również wygrała konkurs i została wyznaczona do tworzenia rysunków. Oboje nie mogą dojść do ładu, gdyż rysunki Alex i dialogi Justina nie pasują do siebie. Gdy nie mogą nic wymyślić, Alex ożywia kapitana Jima Boba, chcąc go zapytać, czyje pomysły woli. Jim Bob wymyka się pod ich nieuwagę, a następnie oznajmia im, że nie ma zamiaru wracać do komiksu, dopóki nie zwalczy zbrodni w całym Nowym Jorku. Alex i Justin postanawiają uknuć zmyślone porwanie jego dziewczyny, za którą przebierają Harper, a oni sami zmieniają się w największych wrogów Jima Boba. Gościnnie: John O’Hurley jako kapitan Jim Bob Sherwood. Zaklęcia: Dziś za dużo się kłócimy, a więc komiks ożywimy. – przenosi postać z komiksu do realnego świata. Persetarikiko, do komiksu poszedł sio! – wcześniej ożywiona postać wraca do komiksu. |                                |                   |                                                   |                      |                      |      |
| 75 | Wizards vs. Finkles            | Victor Gonzalez   | Peter Dirksen                                     | 30 lipca 2010        | 22 lutego 2011       | bd.  |
| Harper odwiedzają rodzice – Marty i Elaine, komicy. Chcą, aby córka razem z nimi spełniła rodzinne marzenie i wyjechała z nimi do Rumunii, aby występować w kabarecie. Harper jednak woli zostać z rodziną Russo, gdyż nie chce być komikiem. Alex, uwielbiająca żarty rodziców Harper, postanawia zająć jej miejsce i wyjechać z nimi do Rumunii. Wkrótce okazuje się, że Marty i Elaine wcale nie uważają, że Alex jest śmieszna. Dziewczyna postanawia popsuć im casting do kabaretu w Rumunii. Tymczasem Max, Jerry i Harper próbują przekonać Alex do pozostania z rodziną Russo, a Justin, któremu wmówiono, że jest nudnym sztywniakiem, postanawia tak jak Zeke być śmieszny. Gościnnie: Dan Benson jako Zeke, Kate Flannery jako Elaine Finkle, Scot Robinson jako Marty Finkle, Alan Safier jako rumuński producent. Nieobecna: Maria Canals Barrera jako Theresa Russo. Zaklęcia: Spraw, żeby ten szynki kawał na scenie polotu mi dodawał! – Zaczarowuje szynkę; ten kto zje jej kawałek staje się zabawny. |                                |                   |                                                   |                      |                      |      |
| 76 | All About You-Niverse          | Bob Koherr        | Marcus Alexander Hart                             | 20 sierpnia 2010     | 19 lutego 2011       | bd.  |
| Gdy Harper zamierza zwiedzić Europę, Alex kradnie z restauracyjnej kasy trochę pieniędzy, aby móc jechać z przyjaciółką. Theresa dowiaduje się o tym i daje jej szlaban. Alex jest wściekła na wszystkich. Przez przypadek przekracza próg magicznego lustra w pracowni i znajduje się w świecie równoległym, gdzie wszyscy, nawet Justin, są jej przychylni i traktują ją jak pępek świata. Gdy lustro zostaje stłuczone, równoległa Harper mówi jej, że już nigdy nie wróci do realnego świata. Tymczasem po drugiej stronie lustra, Harper, Justin i Theresa starają się naprawić lustro. Gościnnie: Dan Benson jako Zeke. Nieobecni: Jake T. Austin jako Max Russo, David DeLuise jako Jerry Russo. Magiczne obiekty: magiczne lustro. |                                |                   |                                                   |                      |                      |      |
| 77 | Uncle Ernesto                  | Bob Koherr        | Todd J. Greenwald                                 | 27 sierpnia 2010     | 26 lutego 2011       | bd.  |
| Jerry prosi dzieci, aby podczas urodzin matki nie stało się nic związanego z magią, tym bardziej, iż nie przybędzie na nie wujek Kelbo. Alex postanawia sprowadzić na przyjęcie brata Theresy, Ernesta, którego Theresa nie zapraszała przez długi czas, ze względu na magię w ich domu. Podczas jego wizyty i urodzin Theresy wszystko wymyka się spod kontroli. Max otwiera magiczny prezent od wujka Kelbo, Alex i Justin uganiają się po całym domu za magiczną kurą, przez przypadek wyczarowując również elfa i zamieniając przyjęcie Theresy w szaloną imprezę. Alex postanawia wszystko naprawić i przeprosić matkę za zniszczenie jej urodzin. Gościnnie: Wilmer Valderrama jako wuj Ernesto, Michael D. Cohen jako szwajcarski elf. Magiczne obiekty: magiczna kura, impreza w pudełku, magiczna torba, Szwajcarski Elf. |                                |                   |                                                   |                      |                      |      |
| 78 | Moving On                      | Robbie Countryman | Peter Murrieta                                    | 10 września 2010     | 19 lutego 2011       | bd.  |
| Justin wciąż nie może dojść do siebie po stracie Julii, odrzucając zaloty innych dziewcząt. Aby pomóc bratu otrząsnąć się, Alex rzuca na Harper zaklęcie zamieniające ją w Julię. Okazuje się jednak, że zamiast zapomnieć o Julii, Justin zamierza spędzać z nią jak najwięcej czasu. Gdy chłopak chce pocałować Harper zamienioną w Julię, dziewczyna wyznaje mu prawdę. Pod koniec odcinka prawdziwa, stara Julia uśmiecha się zza krzaków na widok Justina będącego na randce z dziewczyną o imieniu Sara. Tymczasem Max przygotowuje się na biwak w Central Parku. Nota: Ten odcinek miał premierę 3 września 2010 w Niemczech. Zaklęcia: Dwa garby wielbłąda, niech Harper jak Julia wygląda! – zmienia Harper w starą Julię. Dwa garby wielbłąda, niech Harper jak młoda i modna Julia wygląda! – zmienia Harper w młodą Julię. Dwa garby wielbłąda, niech Harper jak Harper znowu wygląda! – zmienia Harper z powrotem w nią samą. Gościnnie: Bridgit Mendler jako Julia Van Heusen, Laura Samuels jako Sara. |                                |                   |                                                   |                      |                      |      |
| 79/80 | Wizards Unleashed              | Victor Gonzalez   | Vince Cheung Ben Montanio Justin Varava           | 1 października 2010  | 22 lutego 2011       | bd.  |
| Gdy Jerry i Theresa wyjeżdżają na rocznicowe wakacje, restauracja zostaje pod opieką Alex, Justina, Maxa, Harper i Zeke’a. Alex zauważa w telewizji program o wilku, który potrafi malować obrazy pięknej dziewczyny, która ją przypomina. Jest pewna, że to Mason. Razem z braćmi wyrusza go szukać. Okazuje się, że Mason jest pod opieką rodziny czarodziejów, mieszkającej w przyczepie. Z pomocą magicznych instrumentów czarodzieje przywracają mu ludzką postać i zabierają do domu. Okazuje się, że Mason nadal niekontrolowanie zamienia się w wilka. Alex wraz z braćmi powraca do przyczepy, aby odnaleźć magiczne instrumenty, na których grając, można zmienić Masona w człowieka. Niestety brakuje im jednego instrumentu, więc Mason zmienia się z wilka w wilkołaka. Alex wstydzi się chłopaka, czego stara się mu nie okazywać. Dopiero podczas imprezy u Zeke’a Mason orientuje się, że Alex wstydzi się jego wyglądu. Alex postanawia nie zwracać na to uwagi i przyzwyczaić się do wilkołaka. Pod koniec odcinka Justin odnajduje ostatni instrument, którym zmienia Masona w człowieka. Tymczasem Harper próbuje pocałować Zeke’a, aby ich związek doszedł do kolejnego etapu. Gdy dowiaduje się, że chłopak nie jest jeszcze na to gotowy traci nadzieję. Wtedy Zeke postanawia pocałować ją. Gdy dochodzi do pocałunku, Zeke ulega wewnętrznej zmianie i staje się mężczyzną. Gościnnie: Gregg Sulkin jako Mason Greyback, Dan Benson jako Zeke, Mary-Pat Green jako Ma, Gary Grubbs jako Pa. Role epizodyczne: Chad Smathers jako Junior, Courtenay Taylor jako dziewczyna, Jaime Nakamura jako prowadzący imprezę. Nota: Podczas gdy Mason i Alex tańczą w tle słychać piosenkę A Year Without Rain Seleny Gomez (Alex Russo). Magiczne obiekty: magiczny tłumacz, pozwalający zrozumieć zwierzęcą mowę, wilkołak, wiejskie różdżki, magiczne instrumenty, Naszyjnik Prawdziwej Miłości. Zaklęcia: Puk, Puk, puka kto, a za drzwiami stoi zło, ale drzwi nie otworzycie bo to obiad termitów! – Zżera drzwi, a ludzi stojących za nimi wysyła w otchłań. |                                |                   |                                                   |                      |                      |      |
| 81 | Wizards Exposed                | Bob Koherr        | Richard Goodman                                   | 15 października 2010 | 1 marca 2011         | bd.  |
| Podczas gdy Zeke i Harper oraz Mason i Alex planują podwójną randkę, do restauracji przychodzi tajna agencja rządowa, która aresztuje rodzinę Russo pod zarzutem tego, iż są czarodziejami. Zostają zamknięci w rządowej kryjówce, gdzie każdy po kolei zostaje przesłuchiwany. Podczas przesłuchań Justin, sprowokowany przez agentów wyznaje im prawdę o czarach i magicznym pokoju w restauracji. Dzięki przejściu do świata czarów, agencja aresztuje wszystkie magiczne istoty, w tym także Masona. Okazuje się, że do aresztu trafili także profesor Crumbs i kanclerz Tootietootie. Czarodzieje muszą się uwolnić i ochronić swój sekret przed ujawnieniem... Zaklęcia: Edgebono Utoosis! – Tworzy kopię danego przedmiotu lub danego człowieka. Magiczne obiekty: czarodziejskie piekło-niebo. Gościnnie: Gregg Sulkin jako Mason Greyback, Dan Benson jako Zeke, Andy Kindler jako Rootie Tootietootie, Ian Abercrombie jako Profesor Crumbs, Jonathan Kite jako Agent Lamwood, Daryl „Chill” Mitchell jako naukowiec. Nota: Jest to ostatni odcinek trzeciej serii, zamykający ją. |                                |                   |                                                   |                      |                      |      |
| - A^ Podczas premiery na Disney Channel USA. |                                |                   |                                                   |                      |                      |      |